# Hương Nhượng
Hương Nhượng là một xã thuộc huyện Lạc Sơn, tỉnh Hòa Bình, Việt Nam.
Xã Hương Nhượng có diện tích 11,57 km², dân số năm 1999 là 2999 người, mật độ dân số đạt 259 người/km².